# Berchidda
Berchidda (Belchìdda in sardo, Bilchìdda in gallurese) è un comune italiano di 2 582 abitanti della provincia della Gallura Nord-Est Sardegna. Il paese fa parte della regione storica del Monte Acuto, con una buona parte del suo territorio che era riconducibile alla Baronia detta "Silvas de intro" (nord-est, ai confini con Calangianus e Monti). 

## Geografia fisica

### Territorio
Berchidda sorge a 300 m sul livello del mare, ai piedi della catena del Limbara.
Il territorio comunale, lungo la vallata in direzione sud-est è attraversato dalla S.S. 597 e dalla ferrovia Cagliari-Olbia-Golfo Aranci. Tutto il territorio è ben collegato col centro abitato tramite diverse vie di comunicazione. Da nord, in senso orario, il territorio di Berchidda confina con i comuni di Tempio Pausania, Calangianus, Monti, Alà dei Sardi, Buddusò ed Oschiri.
La zona collinosa è piuttosto accidentata e la vallata, che dal lago artificiale del Coghinas risale fino alla stazione di Monti, è circondata a nord dalla catena montuosa del Limbara, che nel territorio di Berchidda raggiunge i 1362 m con punta Sa Berritta (prende il nome dal tipico copricapo sardo Berrita); a est e a sud, dalle colline che da Monti risalgono fino all'altopiano di Alà dei Sardi e Buddusò, raggiunge gli 822 m di altezza in punta Su Untulzu e i 694 m in Nodu Gioghidolzos.
Il territorio ha una superficie di 201,88 km². È caratterizzato da terreni e rocce di origine eruttiva del paleozoico.
La tipologia del rilievo della catena del Limbara, a nord del paese, è quella granitica, affascinante soprattutto per le rocce abilmente modellate dalla natura, per grossi massi scavati che formano vere e proprie grotte utilizzate in diverse epoche come sepolture, abitazioni e ricovero di animali.
Le condizioni climatiche sono quelle delle zone interne sarde, con temperature medie di 15°. Un'influenza importante sul clima è dato dal lago Coghinas che aumenta l'umidità di tutto il territorio, tanto che in alcune parti dell'anno si hanno fitte coltri di nebbia. Le precipitazioni sono concentrate nel periodo autunnale; spesso si verificano forti temporali che possono causare gravi danni alle colture.

## Origini del nome
Secondo alcune ipotesi etimologiche il nome Berchidda deriverebbe dal nome latino Virgilla o dal diminutivo del fitonimo Quercus (Querquilla) che significherebbe "piccola quercia".
La documentazione più antica del nome Berchidda risale al XIV secolo (Rationes Decimarum) con attestazioni come Berquilla o Vriquilla.

## Storia
Area abitata fin dal Neolitico, per la presenza di numerose testimonianze (Dolmen, Domus de Janas, tombe dei giganti), fu abitato anche in epoca nuragica per la presenza di numerosi nuraghi. In epoca romana fu un importante snodo lungo la strada tra Olbia e Turris Libisonis (l'odierna Porto Torres) e luogo di commerci.
Appartenne al giudicato di Torres e fece parte della curatoria di Monte Acuto. Nel XIV secolo passò alla curatoria di Costaval. Era un centro strategico del giudicato perché vi venne edificato il Castello di Monteacuto, di cui oggi si conservano dei ruderi; nel 1237 il castello venne ceduto dalla giudicessa Adelasia al papa Gregorio IX e dato in consegna al vescovo di Ampurias. Alla morte di Adelasia (1259) il castello e la villa passarono ai Doria e tramite questi al giudicato di Arborea. All'arrivo degli aragonesi in Sardegna la villa e il castello passarono più volte dagli aragonesi agli arborensi, per diventare una roccaforte arborense contro gli aragonesi. Alla caduta del giudicato (1420) Berchidda passò definitivamente agli spagnoli, che ne fecero un feudo incorporato nel ducato di Monte Acuto sotto la signoria dei Centelles prima e poi dei Tellez-Giron, ai quali fu riscattata nel 1839 con la soppressione del sistema feudale, per divenire un comune autonomo amministrato da un sindaco e da un consiglio comunale.

### Simboli
Lo stemma e il gonfalone del comune di Berchidda sono stati concessi con regio decreto del 16 novembre 1933.
Nel 1933 re Vittorio Emanuele III concesse a Berchidda lo stemma con la scritta latina «Salverò la fedeltà e la stirpe» e vi è raffigurato un aquilotto del Monte Limbara, il paesaggio collinare e il castello di Monte Acuto. Il capo di porpora è ciò che resta del capo del Littorio inserito al momento della concessione in epoca fascista.
Il gonfalone è un drappo di azzurro.
Il Comune ha in uso un gonfalone di azzurro caricato di uno stemma differente: troncato: nel primo di porpora, all'aquila di nero, posta sulla partizione; nel secondo d'oro, al castello d'argento, fondato sulla cima centrale di un monte di tre vette di verde.

## Società

### Evoluzione demografica
Abitanti censiti

### Lingua e dialetti
La variante del sardo parlata a Berchidda è quella logudorese settentrionale anche se nel XIII secolo i territori di Silvas de intro furono popolati da famiglie di origine calangianese che portarono il loro dialetto sardo-corso. In seguito questi territori furono divisi con Calangianus, come ad esempio la regione di Silvas, che oggi appartiene al comune gallurese. La chiesa di Santa Caterina, in località Pedra de Campos, oggi sita in territorio comunale calangianese, era in origine appunto di Berchidda. A seguito del popolamento gallurese, passarono poi di mano. Stessa cosa successe a Nulvara, con parecchi contrasti tra galluresi, montini e berchiddesi. Sta di fatto che oggi non si ha traccia a Berchidda del dialetto gallurese e si è imposto in via definitiva l'originario idioma sardo nella sua variante detta logudorese. 

## Cultura

### Musica
Berchidda ha una lunga tradizione musicale, e ospita, sin dal 1988, il jazz festival Time in Jazz, il cui fondatore e organizzatore è il trombettista Paolo Fresu, nato e cresciuto a Berchidda, dove mosse i primi passi nel mondo della musica suonando nella banda musicale del paese, la "Bernardo Demuro", che vanta una storia ultrasecolare.

### Media
Dal 1995 a Berchidda viene stampato il bimestrale Piazza del Popolo, periodico di cultura e informazione. Esiste un'importante raccolta di 280 fotografie della prima metà del XX secolo.

## Infrastrutture e trasporti

### Strade
Il nucleo abitato di Berchidda è raggiunto da due strade provinciali, la SP 62 e la SP 138; inoltre a sud del paese si sviluppano le strade statali 199, 597 e la nuova SS 729.

### Ferrovie

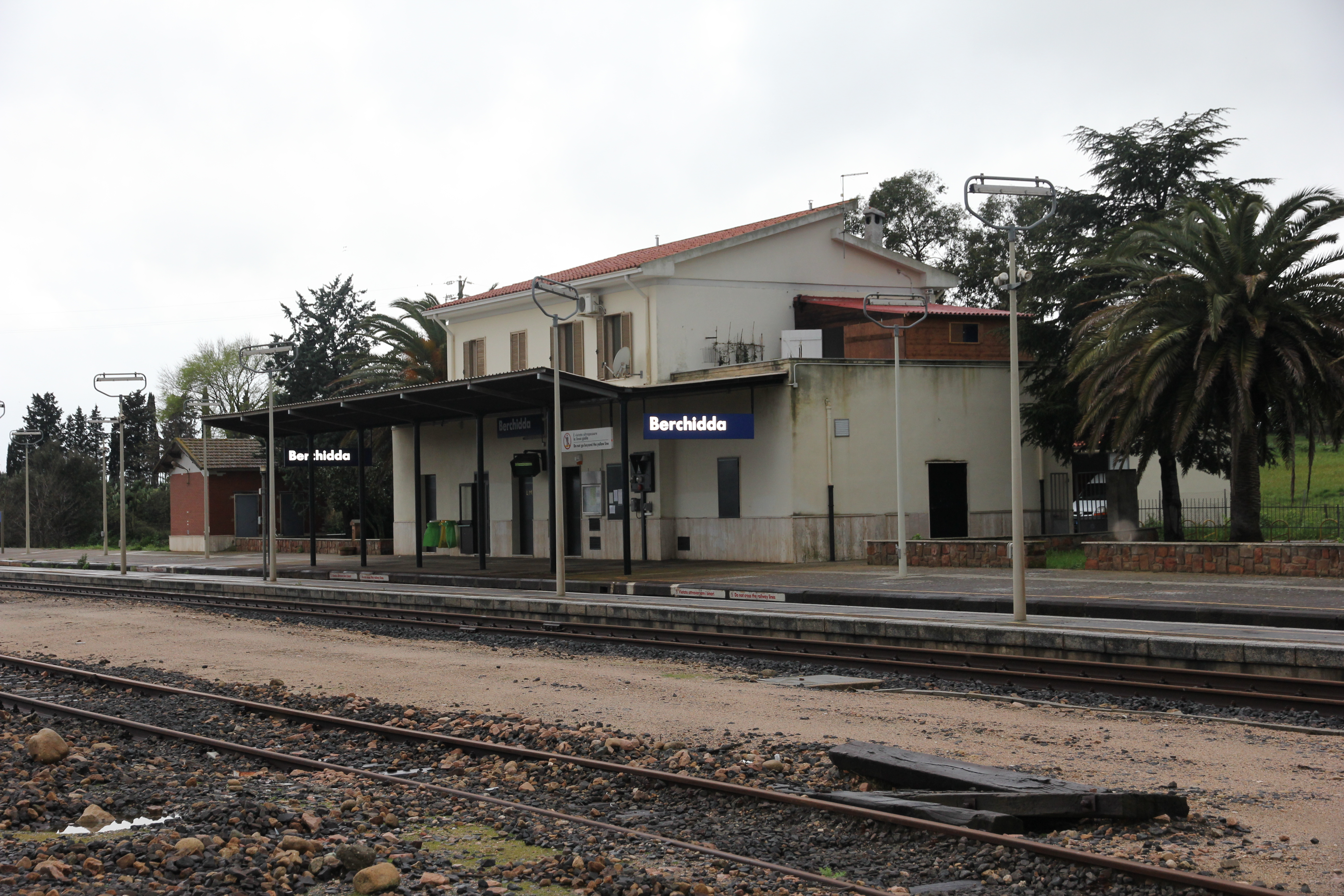
La stazione ferroviaria di Berchidda

Ad alcuni chilometri a sud del paese si sviluppa la ferrovia Cagliari-Golfo Aranci, che serve anche la stazione di Berchidda, collegata al resto della rete RFI sarda dai convogli di Trenitalia. Nel territorio comunale era attiva anche la stazione di Mandras, poi dismessa.

## Amministrazione
| Periodo         | Periodo         | Primo cittadino         | Partito                            | Carica  | Note   |
| --------------- | --------------- | ----------------------- | ---------------------------------- | ------- | ------ |
| 23 aprile 1995  | 16 aprile 2000  | Orazio Porcu            | centro                             | Sindaco | [ 9 ]  |
| 16 aprile 2000  | 8 maggio 2005   | Angelo Salvatore Crasta | lista civica                       | Sindaco | [ 10 ] |
| 8 maggio 2005   | 30 maggio 2010  | Sebastiano Sannittu     | lista civica                       | Sindaco | [ 11 ] |
| 30 maggio 2010  | 31 maggio 2015  | Sebastiano Sannittu     | lista civica "La casa di Tutti"    | Sindaco | [ 12 ] |
| 31 maggio 2015  | 26 ottobre 2020 | Andrea Nieddu           | lista civica "Berchidda Si Cambia" | Sindaco | [ 13 ] |
| 26 ottobre 2020 | in carica       | Andrea Nieddu           | lista civica "Berchidda Si Cambia" | Sindaco | [ 14 ] |

## Sport

### Calcio
La squadra di calcio della città è S.S. Berchidda che milita nel girone D sardo di 1ª Categoria.

### Rally
L'A.s.d. Rassinabyracing Team è impegnata nelle corse su strada (rally asfalto e terra) ed organizza il Rally dei Nuraghi e del Vermentino.